# قلب (رواية)
قلب (بالإنجليزية: Heart)‏ (لغة إيطالية:Cuore) هي رواية من أدب الأطفال، للكاتب الإيطالي إدموندو دي اميجي ، اُقتبس منها انمي مسلسل كارتوني بعنوان وداعاً ماركو. وكانت هذه القصة قد أحيت عاطفة الطبقة البرجوازية الإيطالية في عصر اليقظة القومية من القرن العشرين.
تُعد رواية القلب أشهر كتب دي اميجي (توفي 1908) إذ صور فيها على شكل مذكرات الحياة المدرسية، ومن الجدير بالذكر أن الكتاب ذائع الصيت على مستوى العالم، ولا يزال موضع اهتمام المراهقين في إيطاليا خصوصاً وفي أوروبا على وجه العموم.

## ملخص الرواية
تتحدث القصة عن الوضع العام في تورينو ووحدة إيطاليا في الفترة التاريخية بين 1878 (سنه تتويج الملك أومبيرتو الأول) و 1886 (سنه نشر الكتاب)؛ وبشكل أكثر تحديدا، فان الاحداث المذكورة هي من 17 أكتوبر 1881 إلى 10 يوليو 1882. والغرض الواضح من النص هو تعليم المواطنين الشباب الفضائل المدنية، وهي حب الوطن، واحترام السلطات والاباء، وروح التضحية، والبطولة، والإحسان، والتقوى، والطاعة، والتحمل من سوء الطالع. وقد تم نظم الرواية علي انها كتابه مذكرات من قبل تلميذ من مدرسه تورينو الابتدائية، انريكو بوليني، عن حياته ورفاقه خلال الصف الثالث، علي وجه التحديد في السنه الدراسية 1881-82 (أكتوبر إلى يوليه)، متشابكة و«حكايات شهريه» من المعلم الابتدائي علي قصص مختلفه ورائعه، ويفسر دائما من قبل الأطفال. ولاقى الكتاب نجاحا كبيرا لان الشخصيات من القصص جاءت من مختلف انحاء إيطاليا، مما يعطي إلهاما قويا للوحدة بين مختلف مناطق البلد علي الصعيد الثقافي وكذلك السياسي. وادى هذا لنجاح للكتاب ان أصبح الكاتب الأكثر قراءه في إيطاليا. ويعبر هذا الكتاب عن أطفال المدارس الابتدائية الذين تتراوح أعمارهم بين 9 و 13 عاما  ويمكن تسميته: يوميات عام دراسى كتبه تلميذ في الصف الثالث الابتدائى في مدرسه في إيطاليا. ولم يكن مكتوب بشكل صحيح كما هو مطبوع الآن. لانه كان مكتوب بخط اليد في كراسة، ويتحدث الطالب عن كل ذكرياته في المدرسة والخروج منها وعلاقته بوالديه ونهاية العام، ثم أضاف عندما كبر اشياء أخرى من ذاكرته التي كانت جيدة.
وصدرت لها ترجمة بالعربية عام 2020 , عن دار المسك للنشر والتوزيع، مصر، ترجمة ياسرشرف تحت عنوان رواية القلب.

## روابط خارجية
- قلب (النسخة المترجمة)علي موقع Goodreads (العربية)

- قلب (النسخة المترجمة) علي موقع اليوم السابع (العربية)

- قلب (النسخة المترجمة) للعربية علي موقع بوابة الاهرام (العربية)